# Plateau de Valensole
Le plateau de Valensole est une région naturelle de France située dans les Alpes-de-Haute-Provence, au sud-ouest de Digne-les-Bains, entre les vallées de la Durance à l'ouest, de l'Asse au nord, des gorges du Verdon et du lac de Sainte-Croix au sud. Son altitude moyenne est de 500 m et il s'étend sur 800 km2.
Il est traversé par la vallée de l'Asse, qui le sépare en deux parties dissymétriques.

## Les communes du plateau de Valensole

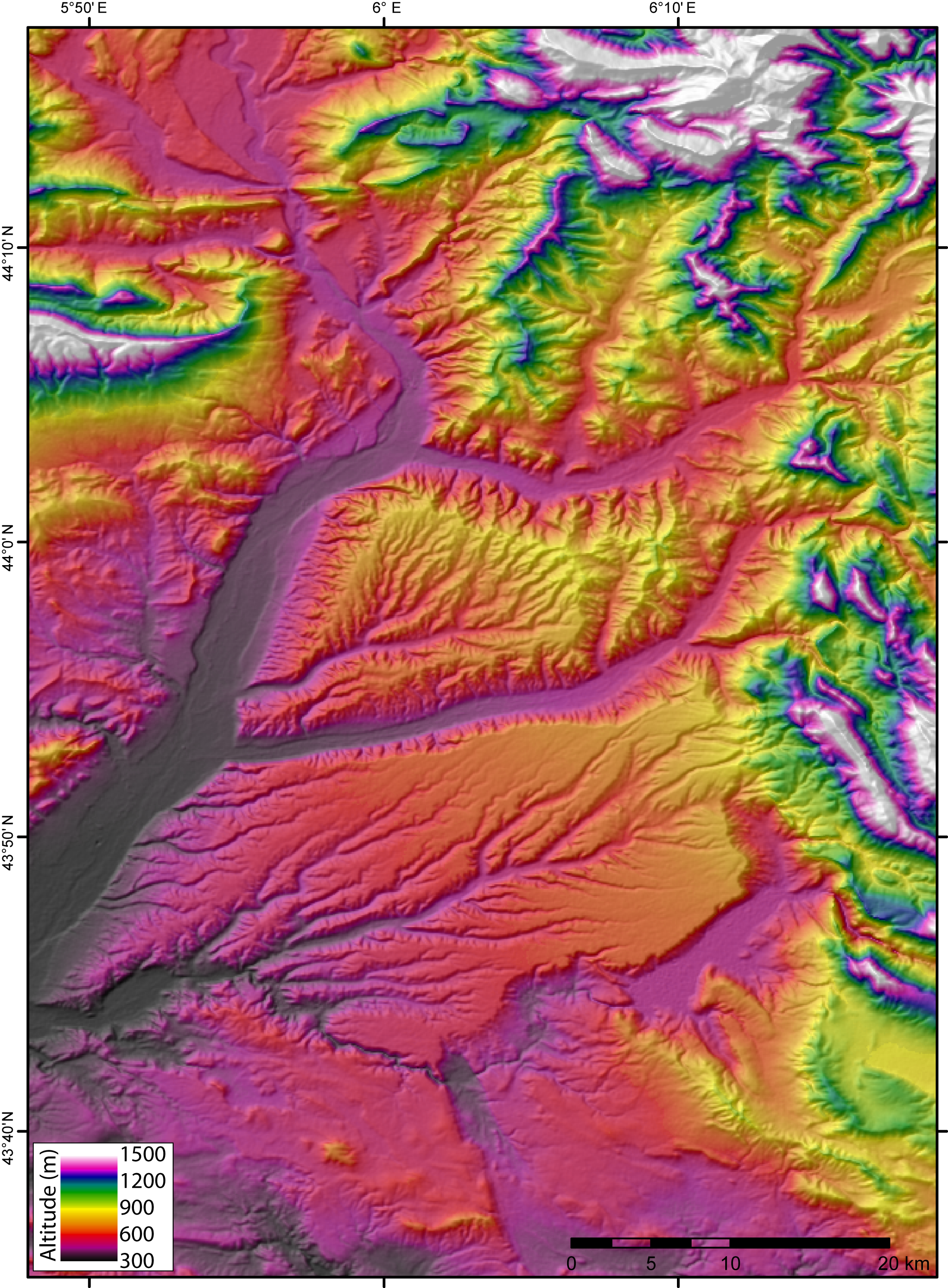
Modèle numérique de terrain (MNT) du plateau de Valensole

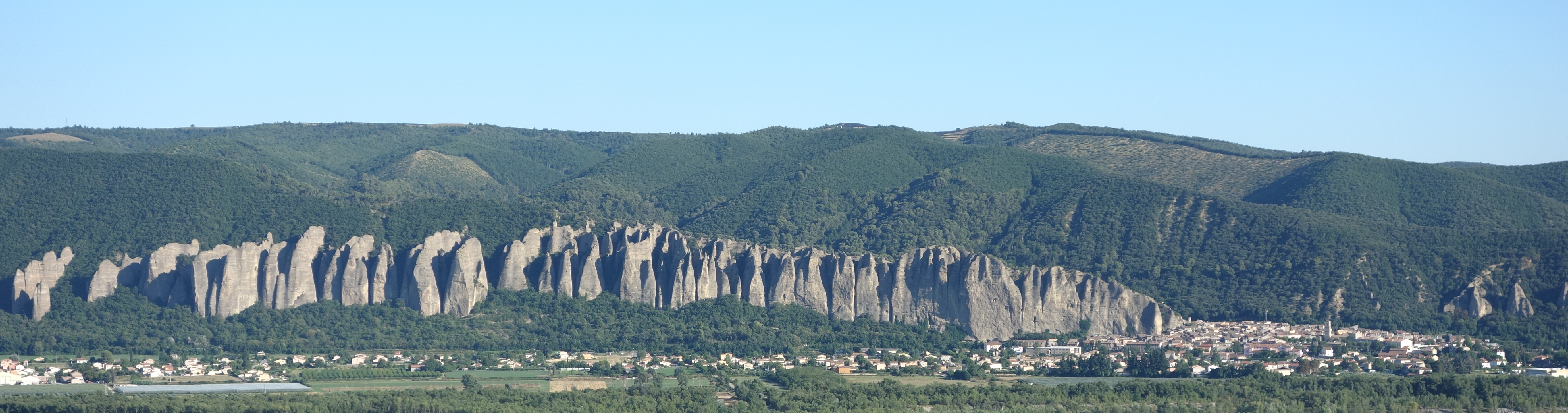
Le plateau de Valensole, le village des Mées (à droite), et sa curieuse formation rocheuse détritique : les « Pénitents »

| Les communes du plateau de Valensole (A-L)                                                           | Les communes du plateau de Valensole (L-Q)                                                                                      | Les communes du plateau de Valensole (R-Z) |
| - Allemagne-en-Provence - Bras-d'Asse - Brunet - Entrevennes - Esparron-de-Verdon - Gréoux-les-Bains | - Le Castellet - Le Chaffaut-Saint-Jurson - Les Mées - Mézel - Montagnac-Montpezat - Oraison - Puimichel - Puimoisson - Quinson | - Riez - Roumoules - Saint-Jeannet - Saint-Julien-d'Asse - Saint-Jurs - Saint-Laurent-du-Verdon - Saint-Martin-de-Brômes - Sainte-Croix-de-Verdon - Valensole |

## Géologie
La forme générale du plateau de Valensole est un trapèze dont les bordures est et ouest sont des structures géologiques majeures : les chevauchements de la nappe de Digne et la faille décrochante de la Durance, respectivement.
C'est un bassin molassique de la périphérie des Alpes.
Il est constitué de conglomérat grossier, localement plus marneux, gypseux ou gréseux datés du Miocène supérieur (formation de « Valensole I ») et Pliocène (formation de « Valensole II »). Les deux formations sont séparées par une discordance associée à la crise de salinité messinienne en Méditerranée. La surface sommitale, bien préservée sur de vastes surfaces (surtout sur la partie sud du plateau) a été datée à 1,8 Ma (Villafranchien). Le plateau a donc été porté à l'érosion durant le Quaternaire.

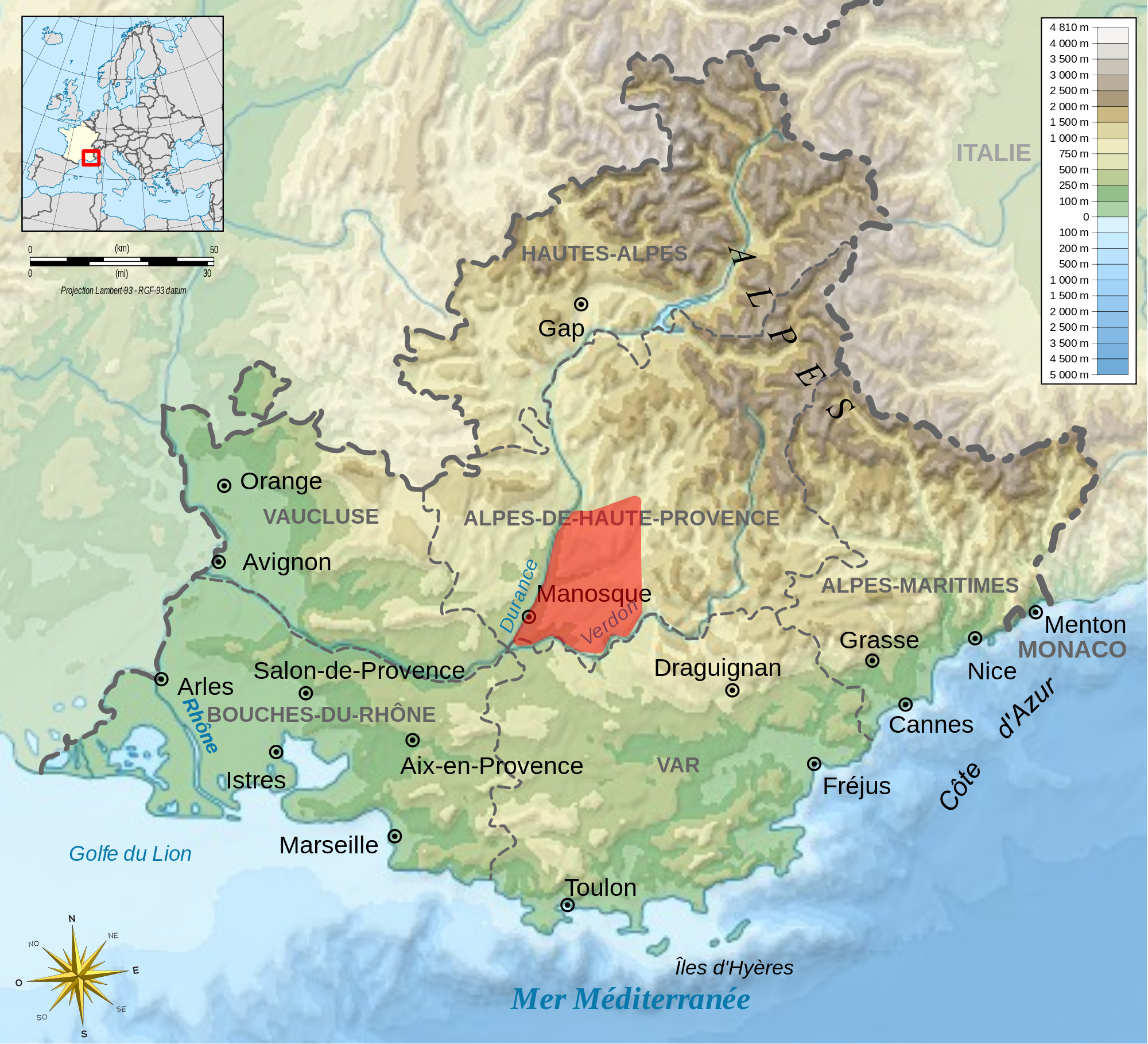
Localisation du plateau de Valensole.
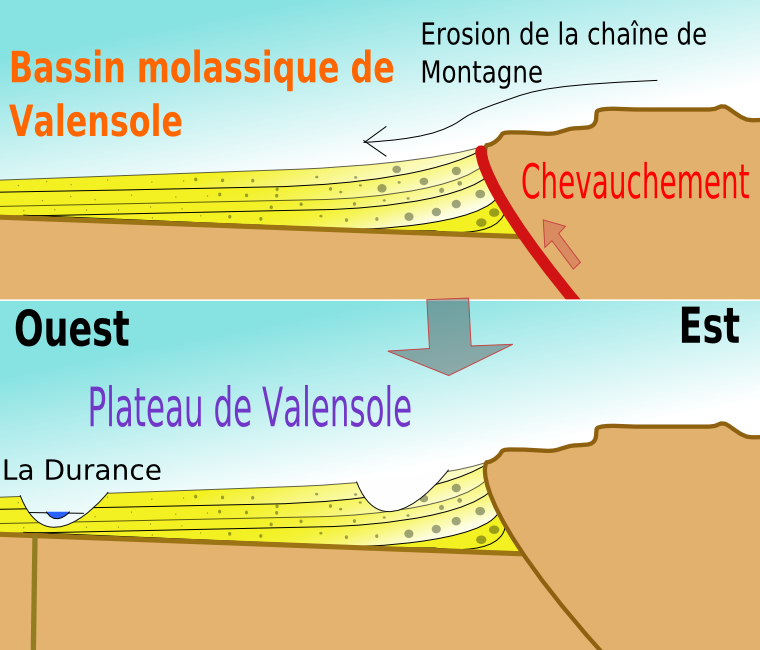
Modèle géologique simple du plateau de Valensole

## Histoire
Les sites préhistoriques et antiques témoignent d'une occupation de longue date.
Des grottes archéologiques telles que la Baume Bonne dans les basses gorges du Verdon ont livré un riche patrimoine préhistorique.
La ville de Riez au cœur du plateau était une riche cité romaine appelée Forum Reii. Deux voies romaines traversaient le plateau. La ville de Riez s'est développée à leur carrefour et devint la capitale économique. Quatre colonnes, vestiges d'un temple disparu, veillent dans un pré à la sortie de la ville actuelle. Mais la civilisation gallo-romaine a laissé son empreinte sur tout le plateau : thermes de Gréoux-les-Bains, borne milliaire de Saint-Martin-de-Brômes, etc.) et jusque dans les noms de lieux (Montagnac-Montpezat, Quinson, Roumoules...).
On nomme le plateau Planas de Valençòla en provençal de norme classique et Plano de Valençolo selon la norme mistralienne.

## Climat
Le climat du plateau de Valensole est de type méditerranéen avec une présence d'un climat montagnard. L'été est caniculaire : le temps est très sec, la température dépasse très souvent les 30 °C, voire des pics à plus de 37 °C, adoucie par les orages de fin de journée à partir du 15 août. C'est un des lieux les plus orageux de France (plus de 35 orages par an). En hiver, la température est douce la journée, cependant la neige est bien visible sur les monts alentour et les températures peuvent descendre à −5 °C la nuit. Sa végétation est un mélange des types méditerranéens et montagnards : présence de chênes pubescents au nord, chênes verts au sud du plateau et dans les basses vallées, le lavandin, des pins d'Alep, des pins sylvestres sur des lieux plus élevés. Les arbres cultivés sont l'amandier, le chêne pubescent, l'olivier au sud du plateau et le pommier.
| Mois                              | jan. | fév. | mars | avril | mai  | juin | jui. | août | sep. | oct. | nov. | déc. | année |
| --------------------------------- | ---- | ---- | ---- | ----- | ---- | ---- | ---- | ---- | ---- | ---- | ---- | ---- | ----- |
| Température minimale moyenne (°C) | −0,3 | 0,4  | 2,4  | 4,8   | 8,6  | 12,1 | 14,8 | 14,3 | 11,6 | 7,9  | 2,9  | 0,5  | 6,6   |
| Température moyenne (°C)          | 4,6  | 5,7  | 8,4  | 10,8  | 15   | 18,6 | 22   | 21,5 | 18   | 13,5 | 8,1  | 5,1  | 12,6  |
| Température maximale moyenne (°C) | 9,5  | 11,1 | 14,4 | 16,8  | 21,7 | 25,1 | 29,7 | 29,5 | 24,8 | 19,2 | 13,3 | 9,7  | 18,7  |
| dont pluie (mm)                   | 60   | 50   | 51   | 69    | 60   | 53   | 36   | 52   | 77   | 91   | 65   | 59   | 723   |
| dont neige (cm)                   | 4    | 3    | 1    | 0     | 0    | 0    | 0    | 0    | 0    | 0    | 2    | 3    | 13    |

## Économie

### L'agriculture

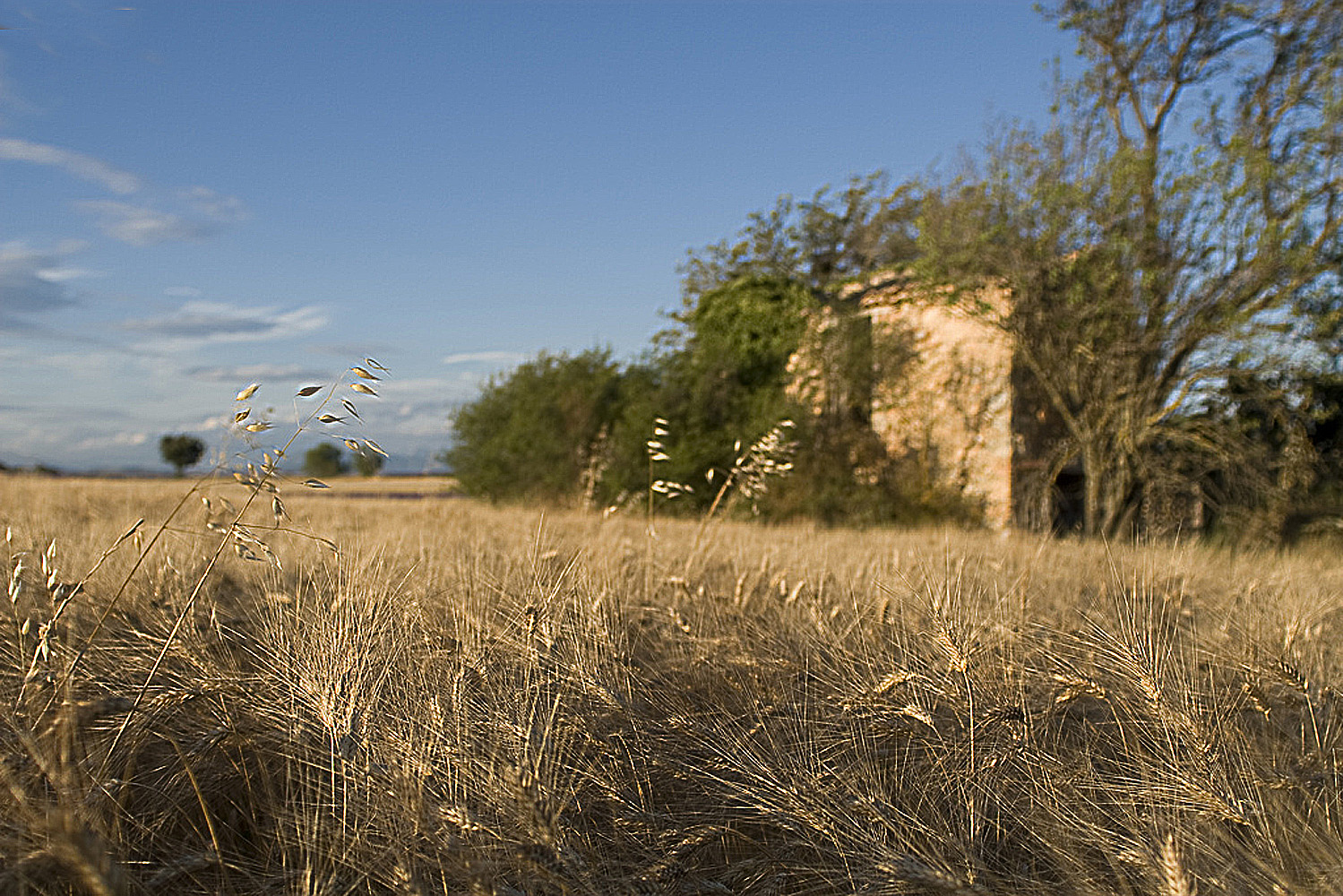
Champ de céréale près de Valensole

Le plateau de Valensole vit essentiellement de l'agriculture, du tourisme et de l'artisanat.
Il est célèbre pour ses cultures de lavandin et de truffes.
81 400 ha du plateau sont cultivés.
Anciennement au XIXe siècle, le plateau était cultivé essentiellement de champs d'amandiers et de chênes truffiers. 
Cette économie a disparu et est remplacée par la culture de la lavande et de céréales. Le plateau est appelé le « grenier de la région ».
L'amandier
Arbre roi du plateau, l'amandier occasionna de grands profits, surtout au XIXe siècle. Il est installé en Provence depuis l'Antiquité. Annonciatrices du printemps, ses fleurs sont écloses avant la fin de l'hiver. C'était autrefois, sur les plateaux de Valensole et de Forcalquier, un arbre très répandu dont les fruits broyés donnaient de l'huile ou de la pâte.
L'amande princesse, la plus fine, était très recherchée dans la pâtisserie et la confiserie pour la fabrication des calissons et du nougat. Mais sa fragilité lui fait aujourd'hui préférer des variétés plus robustes.
Le lavandin
Le lavandin est la culture la plus fameuse du plateau. Pourtant en voie de disparition depuis 30 ans par la concurrence étrangère, elle est utilisée pour la fabrication du savon de Marseille, utilisée par les apiculteurs locaux lors de la floraison (juin-juillet) pour extraire le fameux miel de lavande, distillée pour du parfum ou des senteurs et anciennement pour ses vertus médicinales.

Récolte mécanique de la lavande sur le plateau de Valensole
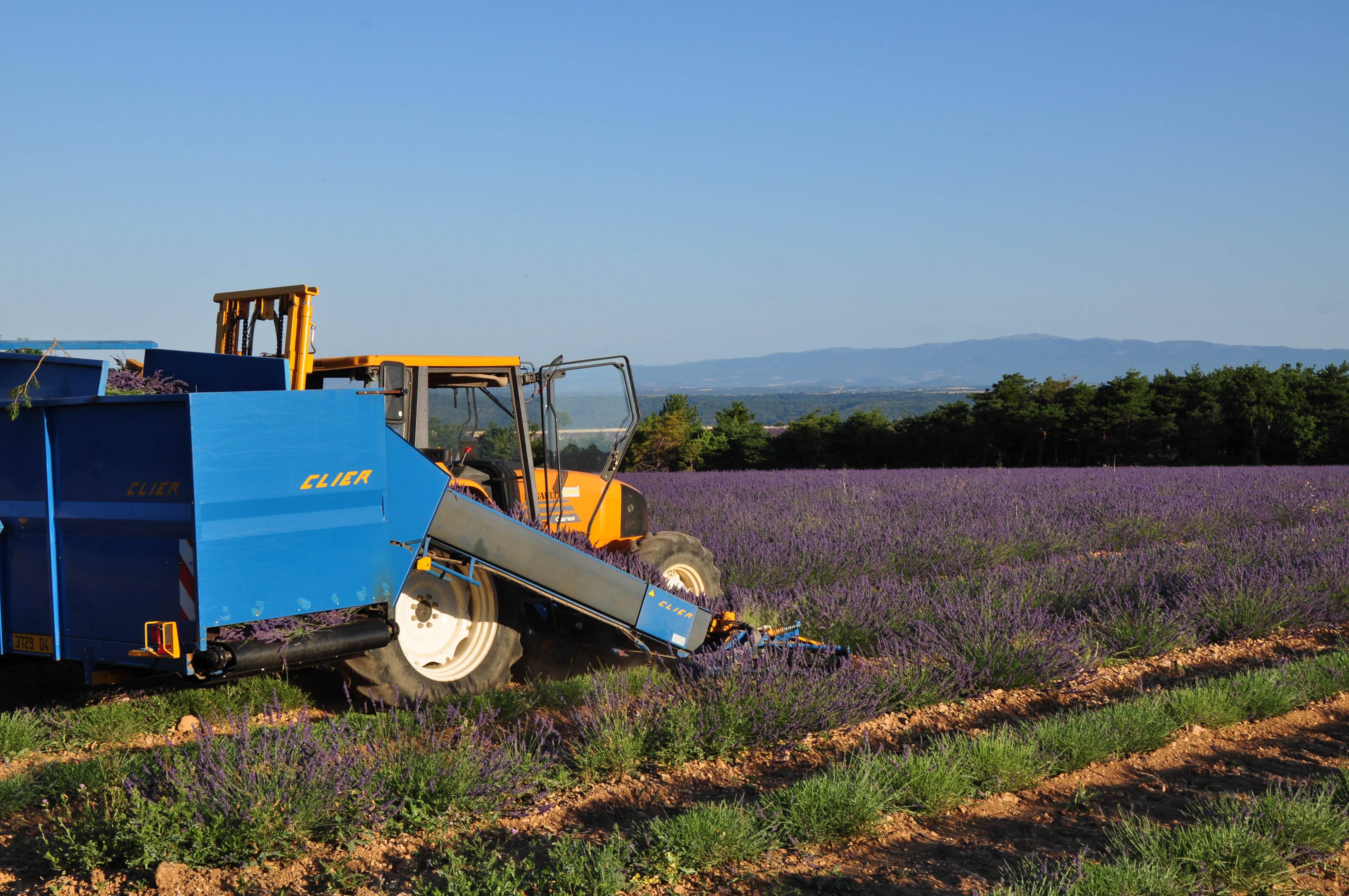
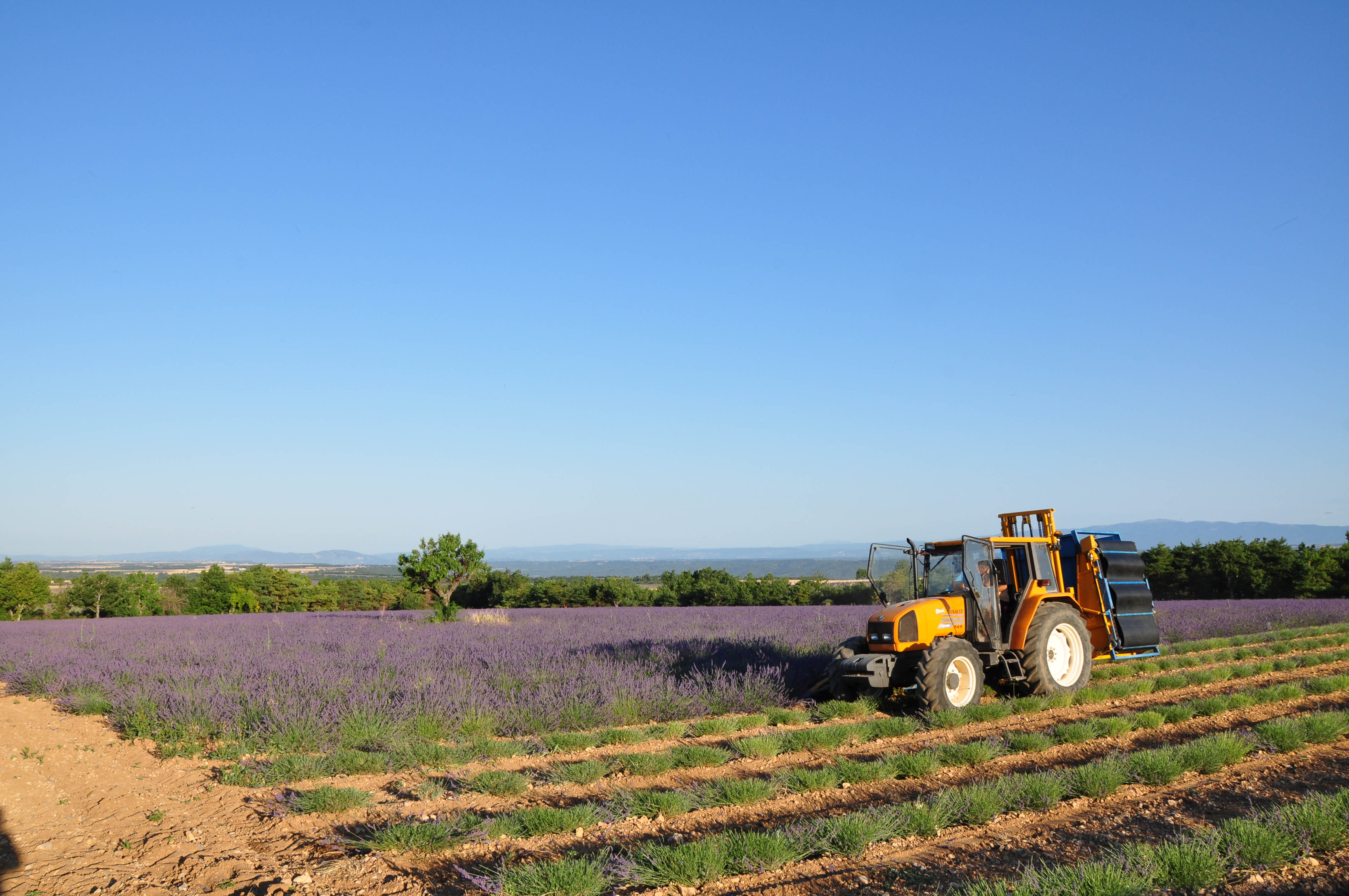

La truffe
La trufficulture est réalisée sur le plateau. La présence de forêts de chênes pubescents sur le plateau est importante. Notamment dans la commune de Montagnac-Montpezat, le village de Montagnac-les-Truffes (utilisé de 1815 à 1940), est célèbre pour sa culture de la rabasse depuis le Moyen Âge. La fameuse Tuber melanosporum est même célébrée pendant la fête de saint Antoine, saint patron des trufficulteurs (puisque chacun sait qu'il est accompagné d'un cochon, animal spécialiste du ramassage des truffes) est célébrée annuellement avec beaucoup de faste, dans l'église dévolue au saint.
La vigne et le vin
La culture de la vigne est aujourd'hui délaissée sur la commune de Valensole ; mais au milieu du XIXe siècle elle occupait presque 600 ha et représentait une des principales économies de la commune. À la suite de la crise phylloxérique et des aléas de l'histoire, la viticulture a régressé pour ne subsister que sur la commune de Gréoux-les-Bains ainsi que sur la commune de Quinson.
La qualité toute particulière de ce terroir et son climat mi-méditerranéen mi-alpin, donne jour à des vins de grande qualité.

### Le tourisme
Comme pour le reste de la Provence, le plateau de Valensole bénéficie d'un ensoleillement propice à attirer certains touristes estivaux, plus tournés vers des activités de nature que les touristes des bords de la Mer Méditerranée. 
Depuis la fin des années 2000, le plateau de Valensole a accru sa notoriété, par le tournage de plusieurs longs métrages, et séries, dont une série taïwanaise, diffusée également en Chine. Entre visite locales et ventes de lavande et ses produits dérivés, le marché chinois représente en 2013 près de 70 % des ventes.

### L'artisanat
De nombreuses foires artisanales font découvrir une importante présence de l'artisanat depuis l'Antiquité. Diverses activités sont représentées : laine, tissage, cuir, céramique, poterie, fleurs séchées, métaux, peaux, bijoux, bois, santons et crèches.

### Le gypse
Le gypse, une roche saline sédimentaire dont le principal gisement se trouve à Saint-Jurs, était extrait dans des carrières souterraines, transformé en plâtre puis revendu aux alentours pour les bâtisses (hourdage et enduits) mais aussi pour leur ornementation. Les belles gypseries de Riez, dans l'hôtel de Mazan notamment, ont utilisé cette matière première.